# Kyll
Kyll er en flod i Nordrhein-Westfalen og Rheinland-Pfalz i det vestlige i Tyskland, og en af sidefloderne til Mosel fra venstre med en længde på 142 km. Den har sit udspring i Eifelbjergene nær grænsen til Belgien og løber hovedsageligt sydover gennem byerne Stadtkyll, Gerolstein, Kyllburg og øst for Bitburg. Kyll munder ud i Mosel i Ehrang, en forstad til Trier.
Floden blev nævnt af den romerske digter Ausonius.
50°22′47″N 6°20′40″Ø / 50.37972°N 6.34431°Ø